# کیپ ژراردو (میزوری)

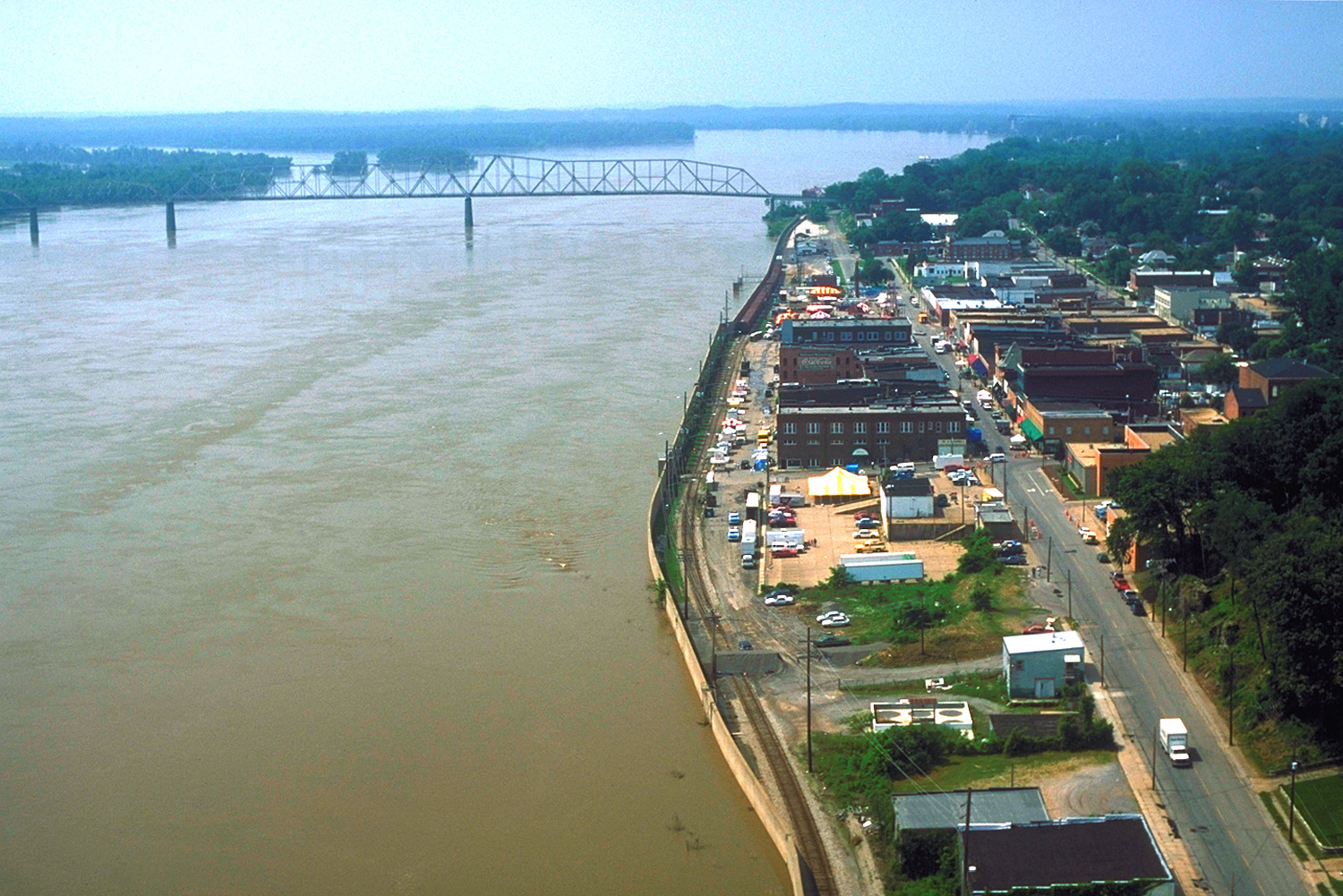

کیپ ژراردو (به انگلیسی: Cape Girardeau) شهری در شهرستان کیپ ژراردو و شهرستان اسکات ایالت میزوری است که جمعیت آن در سرشماری سال ۲۰۱۰ میلادی ۳۷٫۹۴۱ نفر بوده است.

## نگارخانه

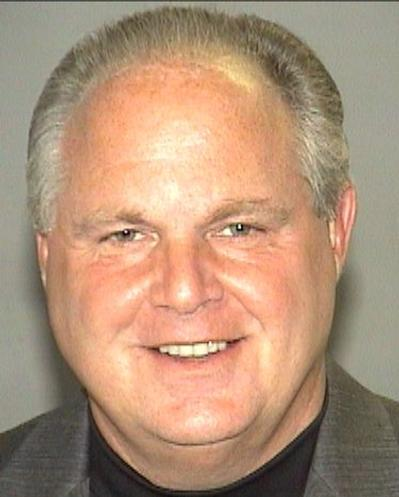
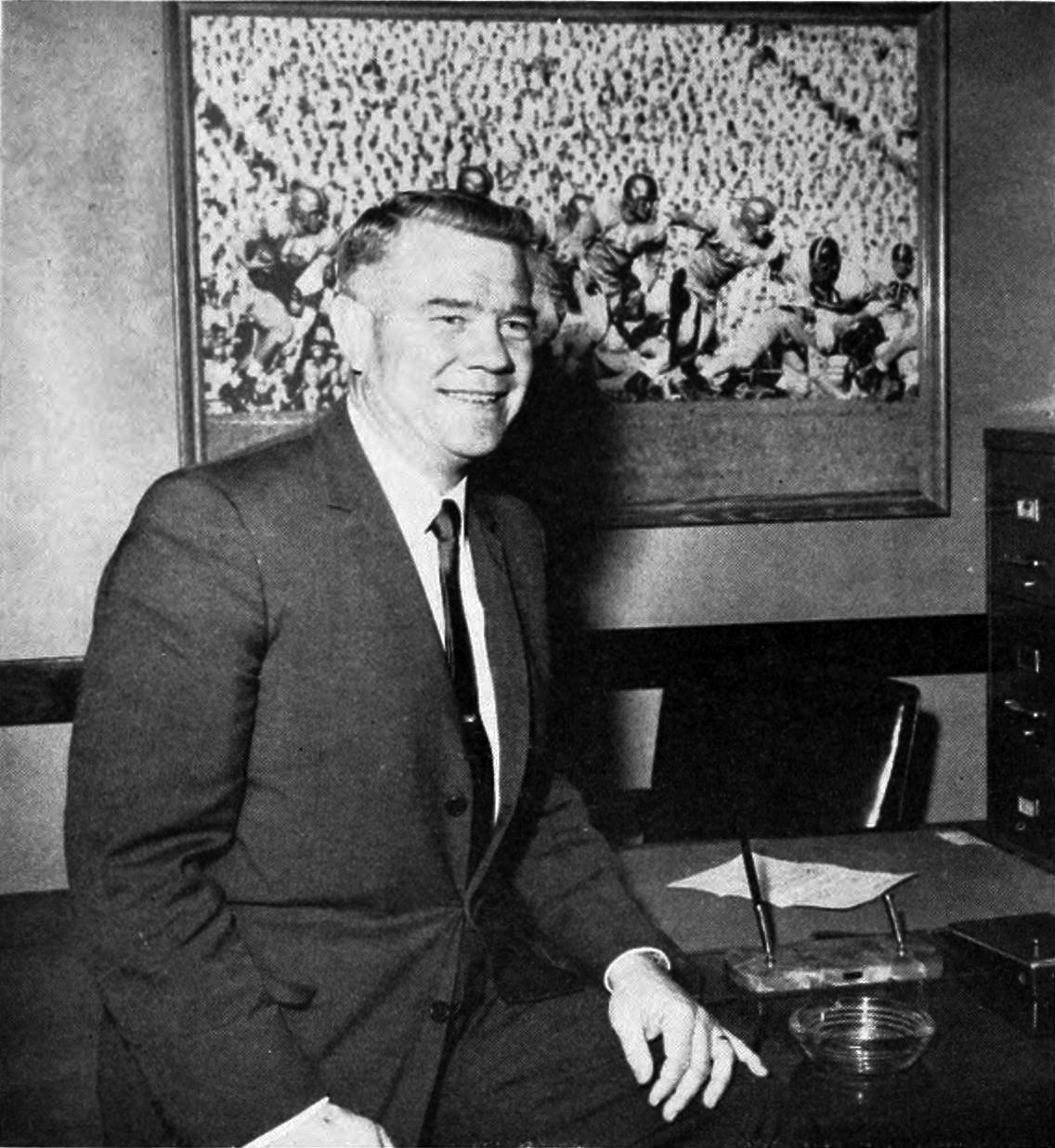
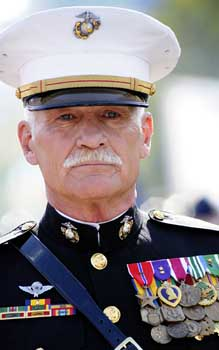
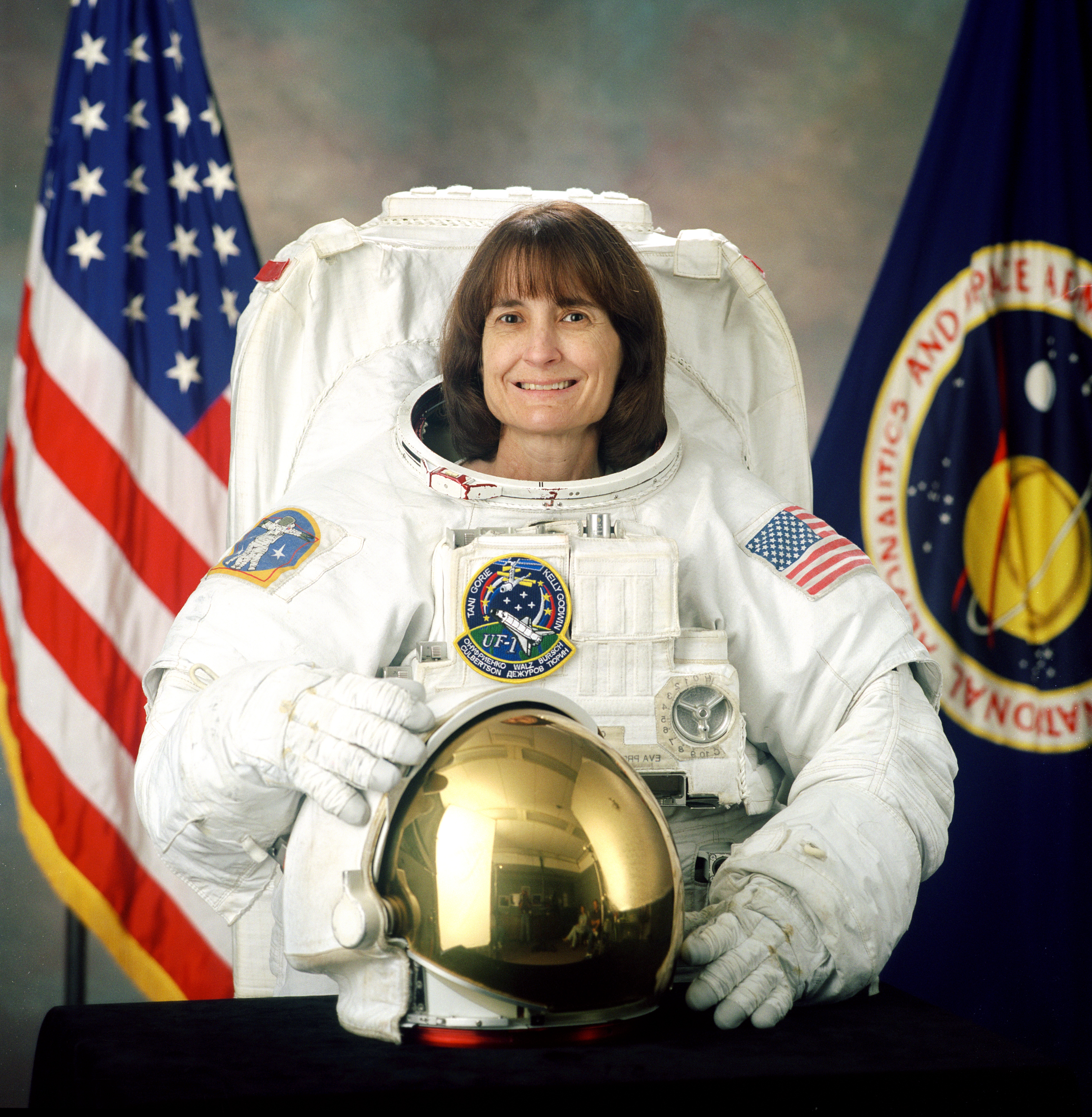
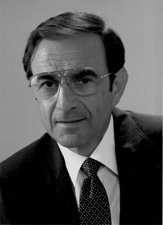
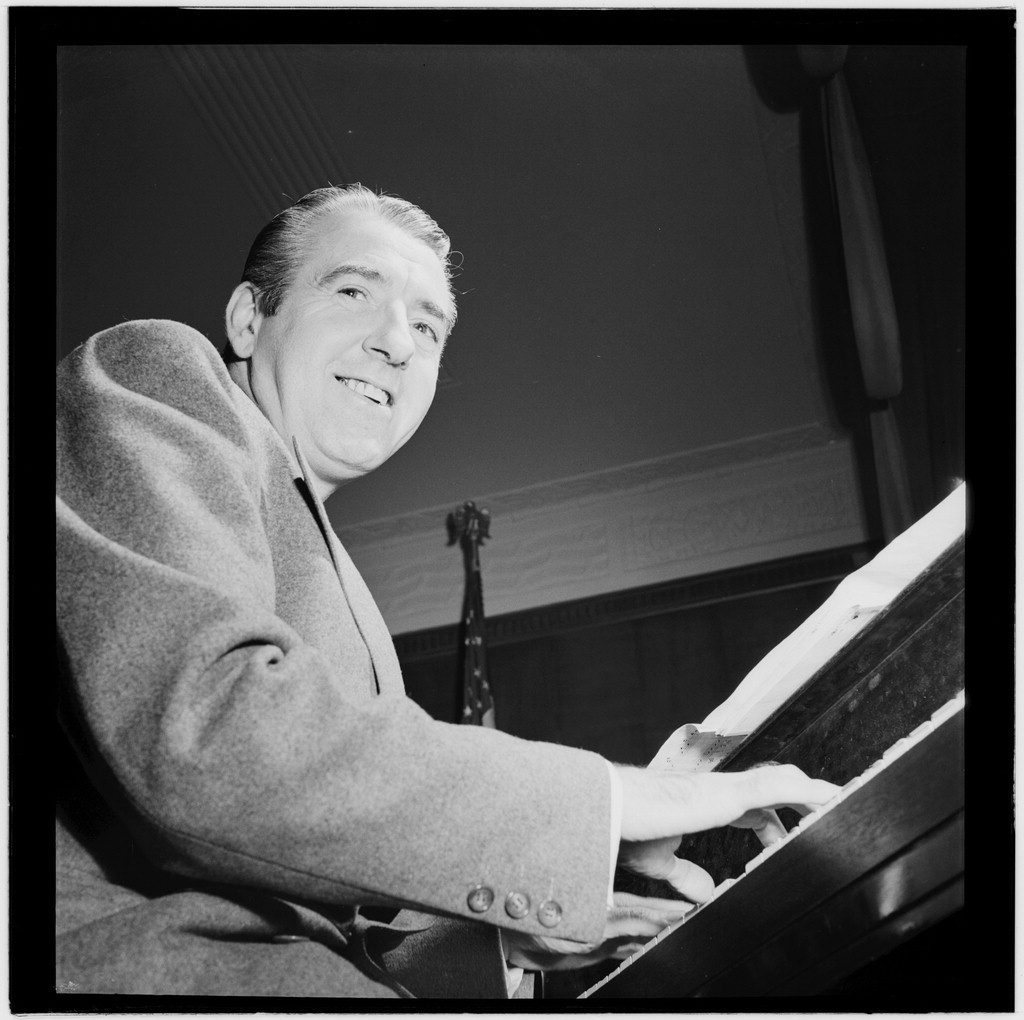
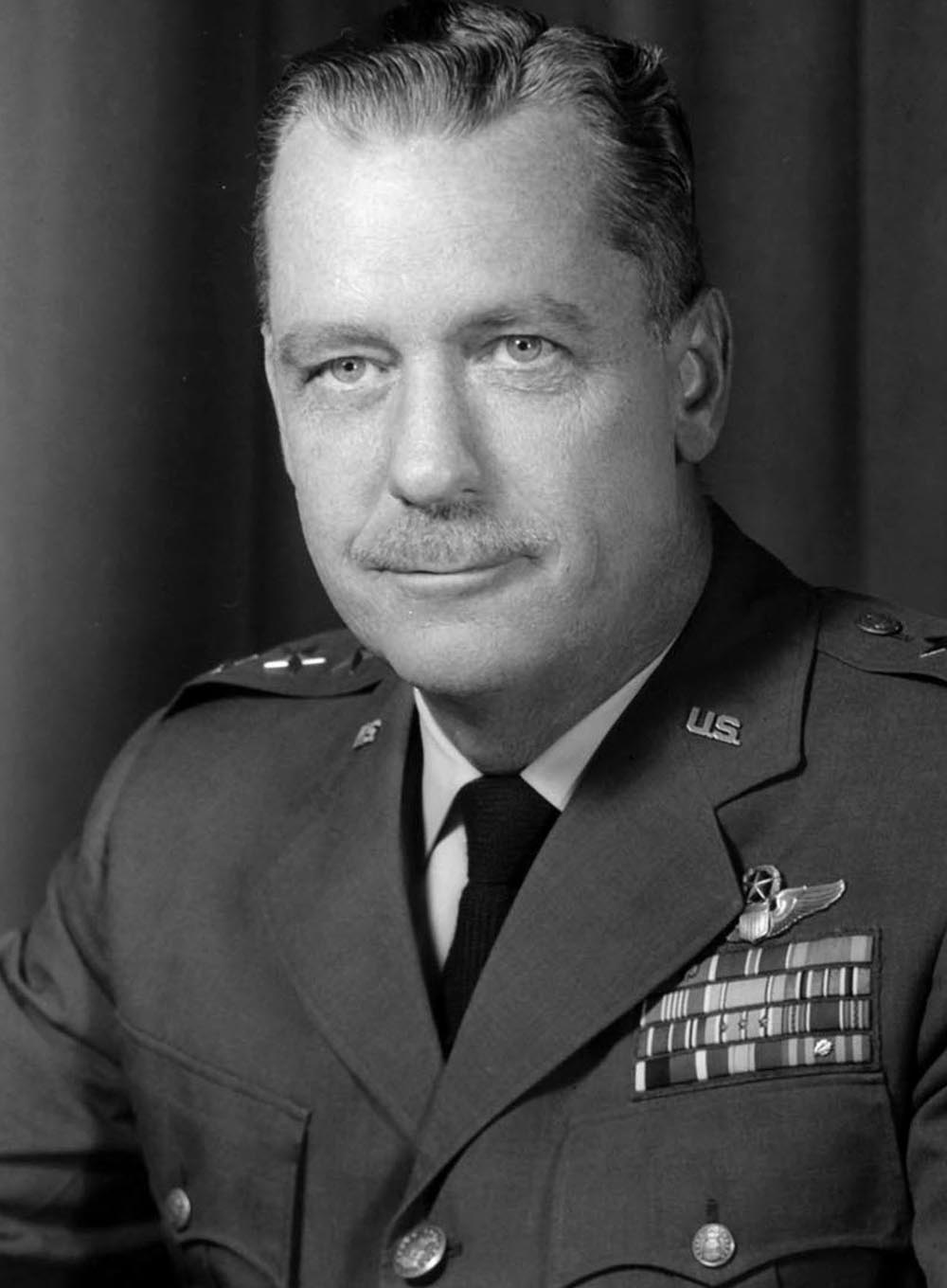
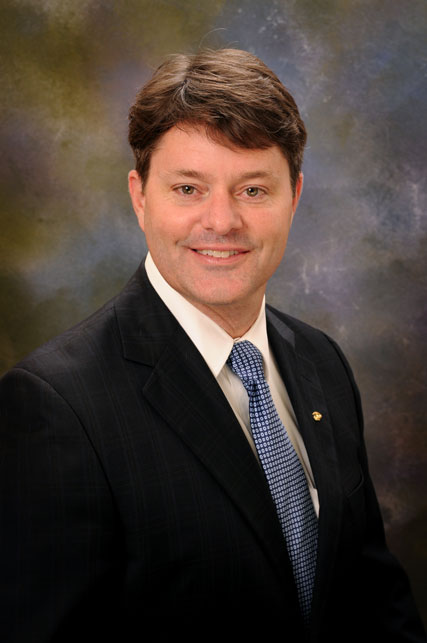
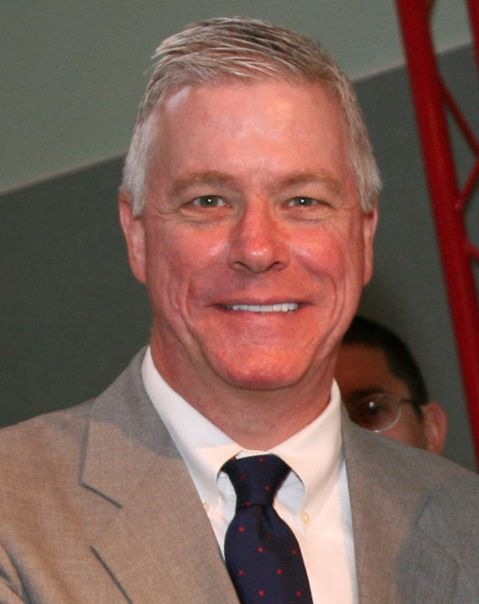